# 箭尾维达雀
箭尾维达雀（学名：Vidua regia），是雀形目维达雀科的一种鸟类。

## 特征
箭尾维达雀体重约14.38克，翼长约70.2毫米，喙宽度约4.1毫米，喙厚度约6毫米，嘴峰长约11.4毫米，跗蹠长约15.3毫米，尾长约42.9毫米。
箭尾维达雀是留鸟，栖息在灌木林，它们是植食性动物，主要以植物的种子或坚果为食。它们分布在安哥拉南部、纳米比亚、赞比亚、博茨瓦纳、莫桑比克南部、南非纳塔尔省。